# Friedrich Curschmann

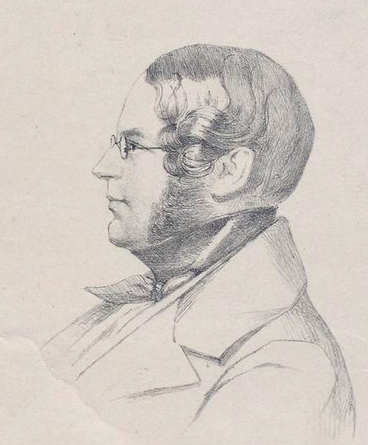
Friedrich Curschmann

Carl Friedrich Curschmann, född 21 juni 1804 i Berlin, död 24 augusti 1841 i Langfuhr vid Danzig, var en tysk tonsättare.
Curschmann levde mest i Berlin, där han gjorde sig känd såsom norra Tysklands då mest omtyckte viskompositör och som tolkare av sina tondikter. Hans sånger ansågs stå på gränsen mellan en högre och en lägre konstsfär och vann stor popularitet bland dilettanter. Han skrev även operan Abdul und Erinnieh oder die Toten (1828).